# Lacul Floreasca
Lacul Floreasca este un lac antropic din București, sectorul 1, are o suprafață de 70 ha, lungimea de 3 km, lățimea între 100-800 m și o adâncime de 1-5 m, un volum 1.600.000 m³, un debit de 2,5 m/s.

## Istoric
Amenajarea lacului Floreasca a început în anul 1936, pe cursul râului Colentina, și are în amonte Lacul Herăstrău, de care este legat printr-o ecluză, și în aval Lacul Tei, de care îl desparte un baraj.

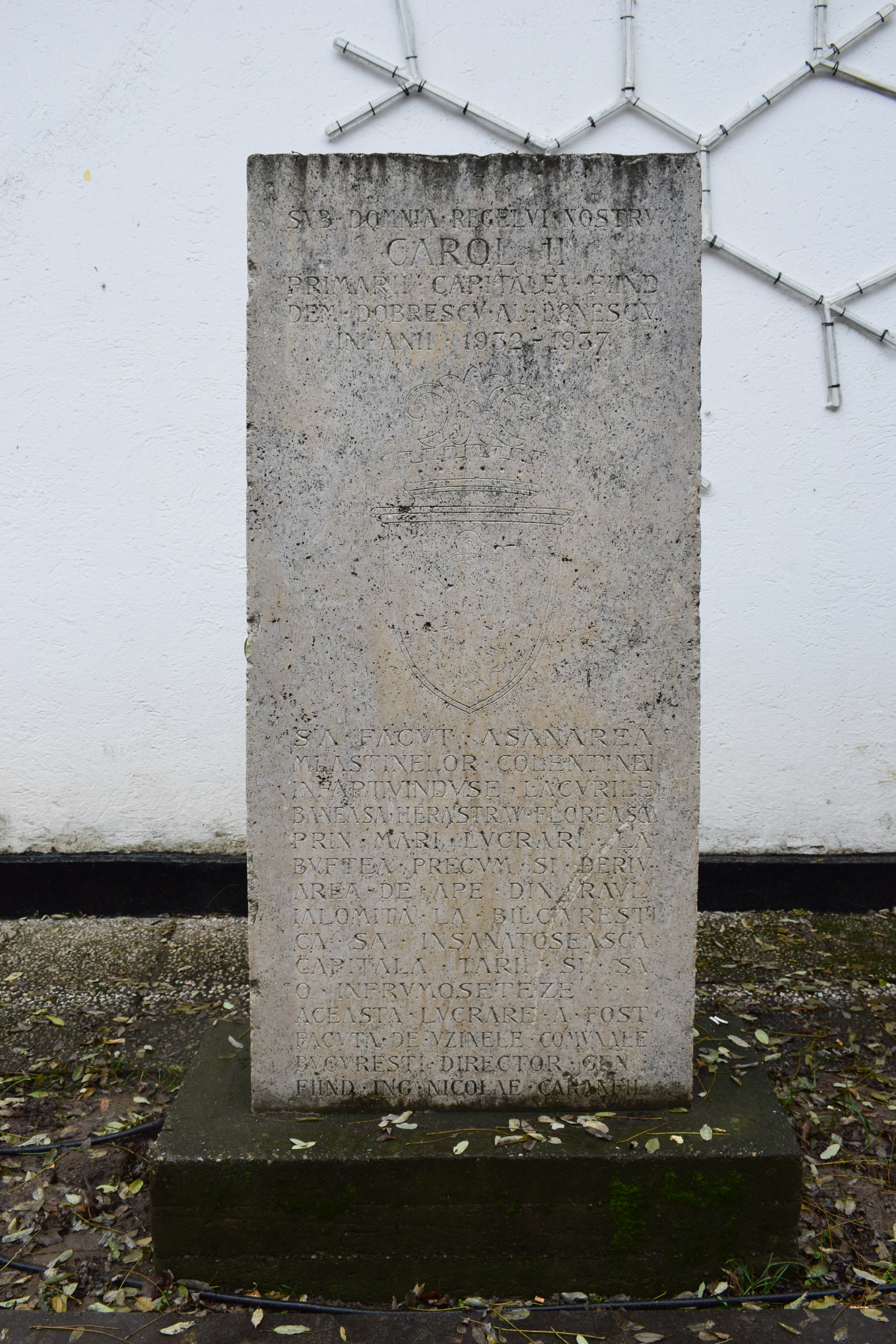
Placa memorială de la Muzeul Satului, care amintește de crearea Parcului Herăstrău, sub domnia MS Regelui Carol al II-lea.

La intrarea în Muzeul Satului din București, o placă memorială amintește de marile lucrări hidrotehnice care s-au făcut, sub domnia Majestății Sale Regelui Carol al II-lea al României,  pentru crearea Parcului Herăstrău și a întregii zone verzi din nordul Capitalei, în anii 1932-1937, sub conducerea inginerului Nicolae Caranfil. Textul spune: „Sub domnia Regelui nostru Carol II, Primarii Capitalei fiind Dem Dobrescu, Al. Donescu, în anii 1932-1937 s’a făcut asanarea mlaștinelor Colentinei, înfăptuindu-se lacurile Băneasa, Herăstrău, Floreasca, prin mari lucrări la Buftea, precum și derivarea de ape din râul Ialomița la Bilciurești, ca să însănătoșească Capitala Țării și să o înfrumosețeze. Această lucrare a fost făcută de Uzinele Comunale București, Director Gen. fiind ing. Nicolae Caranfil.”

Suprafața lacului Floreasca este împărțită în două, de proprietarii drepturilor de pescuit:
- Lacul Floreasca 1, care începe de la podul din calea Floreasca și se termină la gardul de protecție piscicolă situat în zona bazei sportive Năstase.
- Lacul Floresca 2, care începe de la gardul de protecție din zona bazei sportive Năstase și se termină la podul Herăstrau, incluzând și "oala" din zona ecluzei cu lacul Herăstrău.

În prezent, pe marginea Lacului Floreasca există 8 ștranduri abandonate, cele mai multe din întreaga salbă de lacuri de pe râul Colentina.

## Calitatea apei
În urma analizelor apei efectuate de Administrația Națională Apele Române (A.N.A.R.) și a Administrația Lacuri, Parcuri și Agrement București (A.L.P.A.B.), s-au constatat următoarele:
În cazul lacului Floreasca pH-ul se încadrează în mare parte în limitele normale, depășind izolat valoarea de 8,5 cu doar 0,02, amoniul, nitriții și nitrații sunt și ei în limitele normale, însă ca și în cazul celorlalte lacuri, se înregistrează depășiri ale valorii maxime admise pentru metalele grele precum cadmiu și plumb, ajungând la valori de 71, respective, 2218 μg/l, cuprul depășește sporadic limita, ajungând la valoarea maximă de 535 μg/l, zincul nu depășește valoarea maximă admisă de 1000 μg/l, iar fosforul depășește valoarea maximă admisă de 1,2 mg/l, ajungând la 8,4 mg/l. Se semnalează prezența bacteriilor coliforme fecale, a streptococilor fecali și a bacteriei E. coli.